# Port de l'Ampolla
El Port de l'Ampolla és un port públic pesquer i esportiu situat al golf de Sant Jordi, al municipi de l'Ampolla (Baix Ebre), entre la platja de les Avellanes, al nord-est, i la platja de l'Arquitecte, al sud-oest. N'és el titular l'organisme de Ports de la Generalitat.

## Dàrsena pesquera

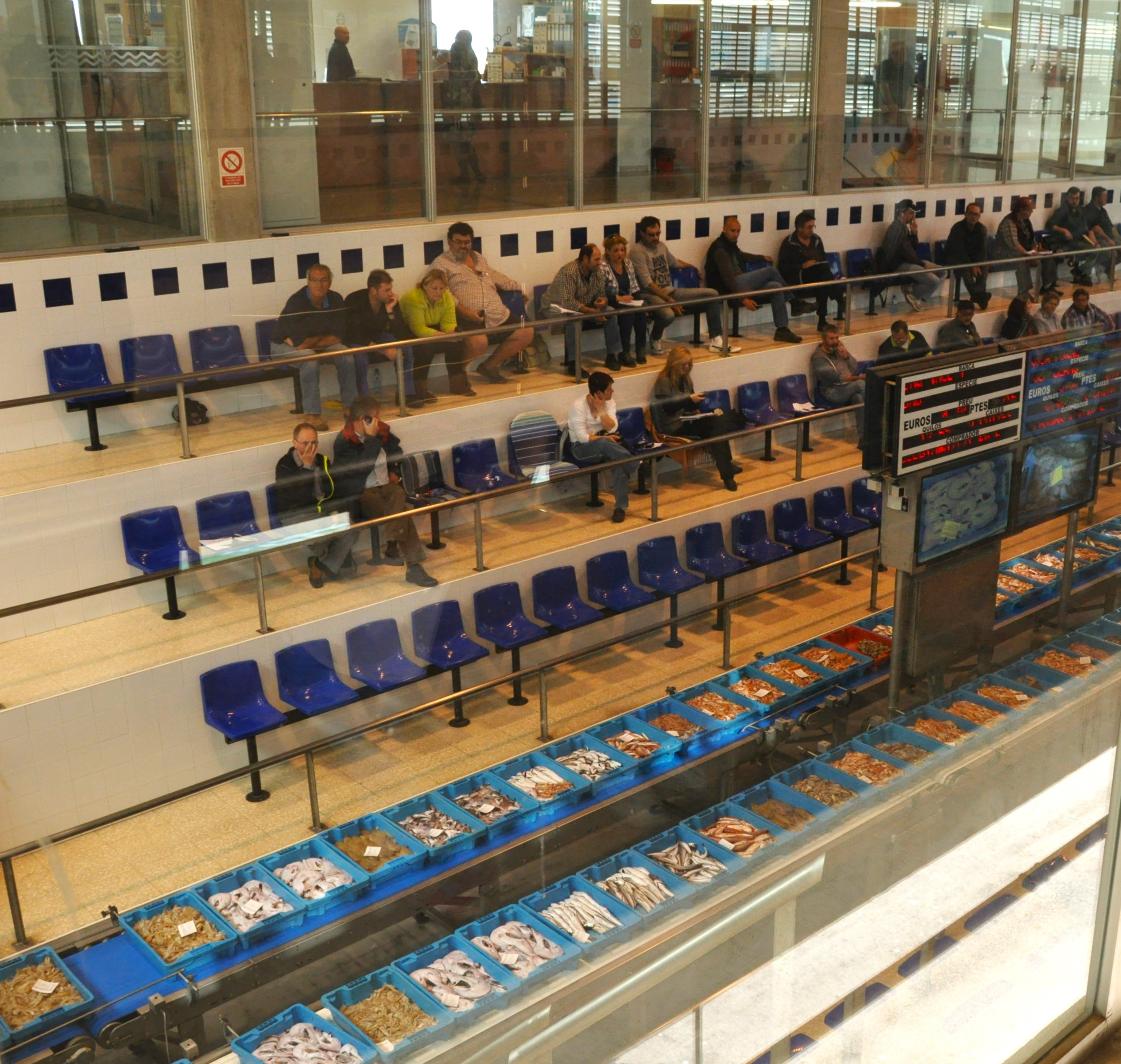
Llotja de l'Ampolla

La dàrsena pesquera ocupa els molls de Llevant i de Ribera, amb un total de 18 embarcacions, de les que 2 són d'arrossegament i 10 d'arts menors. Està gestionada per la Confraria de Pescadors de l'Ampolla. Disposa d'una llotja de 742,53 m², amb una zona porxada al davant, sobre la que hi ha un mirador que enllaça amb el passeig que va a la platja de les Avellanes.

## Dàrsena esportiva
La dàrsena esportiva està ubicada al moll Nàutic, separada de la dàrsena pesquera pel moll de l'antic contradic. Amb 512 amarratges, d'entre 6 i 15 metres d'eslora i 4,5 metres de calat, està gestionada pel Club Nàutic l'Ampolla, que disposa d'edifici social, restaurant, gimnàs, piscina, escoles de vela, de busseig, d'esquí nàutic, de navegació i de windsurf.